# Capheris cordivulva
Capheris cordivulva là một loài nhện trong họ Zodariidae.
Loài này thuộc chi Capheris. Capheris cordivulva được George Newbold Lawrence miêu tả năm 1928.